# Comuna Hareacikivka, Krîjopil
Hareacikivka (în ucraineană Гарячківка) este o comună în raionul Krîjopil, regiunea Vinnița, Ucraina, formată din satele Hareacikivka (reședința) și Odaii.

## Demografie
Componența lingvistică a satului Hareacikivka
     Ucraineană (99,67%)
     Alte limbi (0,33%)
Conform recensământului din 2001, majoritatea populației satului Hareacikivka era vorbitoare de ucraineană (99,67%), existând în minoritate și vorbitori de alte limbi.